# Bệnh tử cung lộn bít tất
Bệnh tử cung lộn bít tất (Inversio et Prolapsus Utery) là quá trình bệnh lý thường sảy ra ở gia súc cái sinh sản trong thời gian sau khi sổ thai với đặc điểm là thành của tử cung bị lộn trái và đẩy ra khỏi mép âm môn.

## Nguyên nhân
Bệnh thường gặp ở vật nuôi: bị nuôi nhốt lâu trong chuồng mà nền chuồng quá thấp về phía đuôi; hoặc chế độ chăm sóc nuôi dưỡng gia súc có thai không hợp lý đặc biệt khẩu phần thức ăn không đầy đủ, thiếu vitamin, nhất là vitamin nhóm B; vật nuôi đã già yếu hoặc vật nuôi bị suy dinh dưỡng.
Bệnh cũng sảy ra do bào thai quá to với gia súc đơn thai và quá nhiều thai với gia súc đa thai, áp lực xoang bụng xoang chậu quá cao nhất là khi vật nằm lâu trên nền chuồng quá thấp về phía đuôi; do đường sinh dục bị khô mà con vật lại rặn đẻ quá mạnh hay kéo thai quá nhanh trong quá trình đỡ đẻ. Bệnh cũng có thể sảy ra do kế phát từ bệnh bại liệt sau khi đẻ; do hậu quả của việc dùng thuốc kích đẻ quá liều…

## Biểu hiện bệnh
Phần tử cung lộn ra ngoài có mầu hồng to bằng quả bóng. Ở loài nhai lại thấy rõ hệ thống nhau mẹ trên niêm mạc tử cung, đôi chỗ còn dính cả núm nhau con. Ở ngựa xuất hiện nhiều mao quản. Ở lợn phần tử cung lộn ra ngoài giống như một khúc ruột già. 
Vật nuôi đâu đớn rặn liên tục làm cho bộ phận tử cung lộn ra ngoài ngày một to. Do sự cọ xát của đuôi và sự tiếp xúc với môi trường bên ngoài nên bộ phận tử cung bị dính phân rác, nước, tiểu, đất cát… Niêm mạc tử cung bị sây sát, bị nhiễm khuẩn và bị viêm. Từ bộ phận tử cung lộn ra ngoài luôn thải ra ngoài một hỗn dịch bao gồm niêm dịch dịch rỉ viêm và các tổ chức hoại tử, nếu để lâu không can thiệp kịp thời sẽ dẫn đến hiện tượng nhiễm trùng huyết, con vật nhiễm độc huyết, nhiễm trùng huyết và có thể tử vong 4-5 ngày.